# NGC 4113
NGC 4113 (ook wel NGC 4122) is een balkspiraalstelsel in het sterrenbeeld Hoofdhaar. Het hemelobject werd op 29 april 1827 ontdekt door de Britse astronoom John Herschel.

## Synoniemen
- NGC 4122
- MCG 6-27-11
- ZWG 187.9
- KUG 1204+332
- PGC 38451